# Vuopme-Gálddojávri
Vuopme-Gálddojávri eller Vuobme Kalddojavri eller Kaldautshjävri är en sjö i Finland. Den ligger i kommunen Utsjoki i landskapet Lappland, i den norra delen av landet, 1 100 km norr om huvudstaden Helsingfors. Vuopme-Gálddojávri ligger 246,9 meter över havet. Omgivningarna runt Vuopme-Gálddojávri är i huvudsak ett öppet busklandskap. Arean är 77,2 hektar och strandlinjen är 5,19 kilometer lång. Sjön  ingår i Tana älvs huvudavrinningsområde. 